# الوزير أحمد باشا
الوزير أحمد باشا سياسي عثماني أصبح والياً على بغداد لمرتين، في الأولى جاء خلفاً لوالده الوزير حسن باشا. وقد خلفه على حكم بغداد الوزير إسماعيل باشا، وفترة حكمه الأولى بدأت من سنة (1136 ه‍/1723 م) إلى سنة (1148 ه‍/1732 م). وفي الثانية جاء خلفاً للوالي محمد باشا السلحدار، وفترة حكمه الثانية إبتدأت في سنة (1149 ه‍/1736 م) وإنتهت بوفاته سنة (1160 ه‍/1747 م). وخلفه الوزير الأعظم حاجي أحمد باشا النيشانجي.

## لمحة تاريخية
بعد وفاة والده الوزير حسن باشا، أسندت ولاية بغداد إليه، ويذكر أنه كان واليا على قونية وكذلك حلب ومن ثم البصرة بالإضافة إلى ولاية بغداد. وتوجه إلى كرمنشاه، المدينة التي وصلها والده وتوفي فيها، وكان قد تهيأ لفتح همدان، فوصلها أحمد باشا والجيوش بالانتظار، ثم بدأ زحفه باتجاه همدان وتمكن من دخولها، واستولى على ما جاورها من بلدان مثل نهاوند، وسنقور، ثم عاد إلى بغداد، بعد وصول أخبار عن إضطرابات حدثت من عشيرة بني جميل، فذهب إليهم ودخل في معارك واستولى على أموالهم. ثم عاد إلى بغداد. وفي عهده اغتيل نادر شاه وهو نائم فحزوا رأسه وأخذوا ما لديه من المجوهرات والنفائس وأرسلوها إلى علي قولي خان وعندما شاع الخبر انفصل جيش الأفغان وجيش الأوزبك عن عسكر العجم.وحدثت أمور نهب وسلب وقتال.

## زواج بناته
في سنة (1145 ه‍/1732م) زوج الوزير إبنته عادلة خاتون من كتخداه سليمان بك
وقد صار بعدها واليا على بغداد، وهو أول المماليك في العراق. وجاء في تاريخ نشاطي ان الوزير أحمد باشا زوج ابنته إلى سليمان باشا سنة 1144ه‍.
وفي سنة (1160 ه‍/1147م) وفي 2 ربيع الأول 1160 ه‍، جرى عقد قران إبنته عائشة خانم على أحمد آغا، وفي 12 من نفس الشهر وقع الزفاف. وبعد وفاة أحمد آغا تزوجها عبد الله باشا الكهية والي بغداد.

## وفاته
توفي الوزير أحمد باشا وهو في طريقه في دلي عباس المسماة الآن (ناحية المنصورية) قرب القنطرة يوم الخميس 14 شوال سنة 1160 ه‍. وانه قد ناهز 64 عاماً. ودفن في مقبرة الإمام الأعظم قرب قبر والده حسن باشا يوم الجمعة 15 شوال.
ان وزارته وحكومته بلغت نحو الثلاثين عاماً.